# Едді Баррі (хокеїст)
Едді Баррі (англ. Eddie Barry; 12 жовтня 1919, Веллеслі — 12 лютого 2016, Нідем) — американський хокеїст, що грав на позиції крайнього нападника.

## Ігрова кар'єра
Професійну хокейну кар'єру розпочав 1941 року.
Усю професійну клубну ігрову кар'єру, що тривала 10 років, провів, захищаючи кольори команди «Бостон Брюїнс» за який провів лише 19 матчів у сезоні 1946/47. Більшість своєї кар'єри гравця прові у фарм-клубі «Бостон Олімпікс».